# Nabil Ayouch
Nabil Ayouch, arab. نبيل عيوش (ur. 1 kwietnia 1969 w Paryżu) – francusko-marokański reżyser, scenarzysta i producent filmowy.

## Życiorys
Urodził się w Paryżu jako syn Marokańczyka i Francuzki pochodzenia tunezyjsko-żydowskiego. Od 1993 mieszka w Casablance, gdzie osadza akcję swoich filmów. Jego żoną jest marokańska reżyserka Maryam Touzani.
Już jego fabularny debiut, Mektoub (1997), był oficjalnym marokańskim kandydatem do Oscara dla najlepszego filmu nieanglojęzycznego. Kolejny film reżysera, Ali Zaoua, książę ulicy (2000), opowiadał o dziecięcym gangu działającym na ulicach Casablanki. Boskie konie (2012) dotyczyły z kolei zamachów terrorystycznych z 2003 roku. Obraz miał swoją premierę w sekcji "Un Certain Regard" na 53. MFF w Cannes i zdobył główną nagrodę Złotego Kłosa na MFF w Valladolid.
Ostatni film Ayoucha, Rytmy Casablanki (2021), startował w konkursie głównym na 74. MFF w Cannes. Reżyser zasiadał w jury konkursu głównego na 75. MFF w Berlinie (2025).